# Igor Kolaković
Igor Kolaković (in serbo Игор Колаковић?; Titograd, 4 giugno 1965) è un allenatore di pallavolo ed ex pallavolista montenegrino, di ruolo palleggiatore.

## Palmarès

### Giocatore
- Campionato jugoslavo: 2

Partizan Belgrado: 1990, 1991
- Coppa di Jugoslavia: 2

Partizan Belgrado: 1989, 1990

### Allenatore

#### Club
- Campionato serbo-montenegrino: 3

Budućnost Podgorica: 2001-2002, 2004-2005, 2005-2006
- Campionato montenegrino: 2

Budućnost Podgorica: 2006-2007, 2007-2008
- Campionato sloveno: 2

ACH Volley: 2010-2011, 2011-2012
- Coppa di Serbia e Montenegro: 1

Budućnost Podgorica: 2000
- Coppa di Montenegro: 3

Budućnost Podgorica: 2006-2007, 2007-2008, 2008-2009
- Coppa di Slovenia: 2

ACH Volley: 2010-2011, 2011-2012
- Middle European League: 1

ACH Volley: 2010-2011